# Prionopelta brocha
Prionopelta brocha es una especie de hormiga del género Prionopelta, familia Formicidae. Fue descrita científicamente por Wilson en 1958.
Se distribuye por Nueva Caledonia. Se ha encontrado a elevaciones de hasta 750 metros. Vive en microhábitats como la hojarasca.